# Dichoptera conspersa
Dichoptera conspersa är en insektsart som beskrevs av Schmidt 1911. Dichoptera conspersa ingår i släktet Dichoptera och familjen Dictyopharidae. Inga underarter finns listade i Catalogue of Life.